# Lorenzo Minoli
Lorenzo Minoli (* 1951 in Turin) ist ein italienischer Filmproduzent, Schauspieler und Drehbuchautor.

## Leben
Minoli studierte Jura an der Universität Modena und Reggio Emilia, ist seit dem 28. Juli 1988 mit Cathryn Minoli verheiratet, hat zwei Kinder und lebt in Florenz.
Nachdem er in Italien als Journalist gearbeitet hatte (von 1983 bis 1986 schrieb er für La Notte), begann er an Dokumentarfilmen zu arbeiten und zog dann in die Vereinigten Staaten, wo er zwanzig Jahre lang zwischen Connecticut und New York lebte.
1989 drehte er einen Dokumentarfilm über Gorbatschows Perestroika in der Sowjetunion.
Im Jahr 1995 gründete er Five Mile River Films, mit der er Programme im Wert von 200 Millionen Dollar produzierte, darunter Caesar und Nicholas’ Gift. In Italien gründete er Flying Dutchman Produzioni, deren erster Film (2010) La Marea silenziosa der erste italienische Spielfilm mit chinesischen Untertiteln war.
Er gewann 1995 einen Emmy für die beste Miniserie (Die Bibel – Josef) und den 1999 Christopher’s Award.

## Filmografie (Auswahl)
- 1993: Die Bibel – Abraham
- 1994: Die Bibel – Jakob
- 1995: Die Bibel – Josef
- 1995: Die Bibel – Moses
- 1997: Die Bibel – Salomon
- 1998: Die Bibel – Jeremia
- 1999: Die Bibel – Jesus
- 1999: Die Bibel – Esther
- 2005: Fürchtet euch nicht! – Das Leben Papst Johannes Pauls II.